# Comesòlives
Comesòlives és una masia d'Oristà (Lluçanès) inclosa a l'Inventari del Patrimoni Arquitectònic de Catalunya.

## Descripció
Masia de planta rectangualar allargada amb planta baixa, pis i golfes, que presenta clarament diferents etapes constructives.
La part més antiga és el cos situat a la dreta de l'actual porta principal, de pedra irregular i morter, està refosa amb la segona construcció que actualment és el cos central de la casa. Aquesta segona fase està datada el 1768 segons la inscripció que es troba a l'escala de l'entrada, a la que s'hi accedeix per un portal adovellat. La tercera construcció correspon a l'allargament de la casa amb corts a la part baixa, porxo amb arcades al pis i golfes recentment reformades. A aquesta última reforma correspon també la porta d'accés pel darrere de la casa, amb una terrassa.